# Evropský měnový institut
Evropský měnový institut (EMI) byl předchůdcem Evropské centrální banky (ECB), který působil v letech 1994 až 1998.

## Historie
EMI byl založen 1. ledna 1994, aby dohlížel na druhou fázi vytváření měnové unie. Předchůdcem EMI byl Evropský fond pro měnovou spolupráci (EMCF). Institut se poprvé sešel 12. ledna. Jeho prvním předsedou byl Alexandre Lamfalussy. Dne 1. července 1997 byl Lamfalussy nahrazen Wimem Duisenbergem, který poté sloužil jako prezident ECB. Institut byl rozpuštěn 1. června 1998 vytvořením ECB a Evropského systému centrálních bank (ESCB), které při zavedení eura převzaly jeho odpovědnost.

## Role
EMI byl klíčovou měnovou institucí druhé fáze Evropské hospodářské a měnové unie (EMU). EMU podpořila spolupráci mezi národními bankami členských států Evropské unie (EU) a položila základ pro euro. Institut měl méně než 250 zaměstnanců, většinou vyslaných z národních centrálních bank, a sídlil v Eurotower ve Frankfurtu nad Mohanem (Německo), kde nyní sídlí ECB.